# 夏堇
夏堇（学名：Torenia fournieri）又名蓝猪耳、雀仔花，为玄参科蝴蝶草属下的一个种。

## 扩展阅读
- 維基物種上的相關：夏堇